# 法恩寺山古墳群
法恩寺山古墳群（ほうおんじやまこふんぐん）は、大分県日田市大字刄連町字法恩寺にある古墳群である。1959年（昭和34年）5月13日に国の史跡に指定された。

## 概要
日田盆地東部の丘陵にあり、南側には三隈川（筑後川上流部）が流れる。古墳群は7基の円墳からなり、4号墳以外では開墾や盗掘による破損がみられる。『豊後国風土記』の日田郡の条には、欽明天皇の頃、靱部として天皇に仕えていた日下部氏の祖先邑阿自が靭負いの村（後の刄連郷）に居を構えたとの記載があり、古代日田地方の豪族日下部氏一族の墓と推定されている。本古墳は、近隣のガランドヤ古墳や穴観音古墳とともに、筑後川流域の装飾古墳文化圏に属するものと考えられている。

### 法恩寺山3号墳
3号墳は、墳丘が相当程度失われているが、径約20メートル、高さ4メートルの墳丘を持つ円墳であったと推定される。石室は、複室構造の横穴式石室で、全長はメートル。後室は、奥行2.4メートル、幅2.3メートル、高さ2.3メートル、前室は、奥行1.9メートル、幅2.5メートル、高さ1.9メートル。壁面は、平積みされた扁平な割石が天井に向かって徐々に迫り出しており、このような構造は大分県下では類を見ない。装飾は、彩色のある壁画で、後室には、奥壁に円文が1個、右壁に円文、同心円文が9個描かれている。前室には、左右の袖石のうち左側に馬と人物、右側に騎馬人物が描かれ、袖石の間に架かる石には同心円文や鳥が描かれている。また、羨道から前室に通じる袖石の左側内面には四足獣と円文が描かれている。後室の幾何学文様に対して、前室の人馬の図柄が対照的である。副葬品は、コハク製棗玉、轡、雲珠、須恵器などが出土しており、6世紀後半の築造と推定されている。

### 法恩寺山4号墳
4号墳は、径約13メートル、高さ約3.5メートルの墳丘を持つ円墳である。石室は横穴式石室で、玄室は奥行2.6メートル、幅2メートルで羨道側で徐々に狭まり1.5メートルとなる。壁面は、3号墳同様に割石の平積みで天井に向かって徐々に迫り出す。石室内には、成人2体、子供1体の計3体の人骨が安置されていた。副葬品は、変形五獣鏡、直刀、鉄鏃、轡、鈴雲珠、勾玉、管玉、須恵器などが出土しており、6世紀前半の築造と推定されている。出土品のうち鈴雲珠は、径13センチメートルの半球形の雲珠の上に径5センチメートルの球形の鈴を載置したもので、全国的にも希少である。